# 刘德绪
刘德绪（1879年—1941年），字寿绵，祖上是清廷内务府包衣旗人。清末民国时期慈善家、僧人。
家庭世居西直门内，家产富有。是当时北京有名的慈善家，人称刘善人。1925年时，46岁的刘德绪因中年丧子，率领全家皈依佛门出家。拜北京西四广济寺的住持现明和尚为师，法号宗月。曾任鹫峰寺、法源寺、柏林寺住持。卢沟桥事变后，担任佛教临时救济会的常务理事。1941年圆寂。
他曾经资助过9岁的老舍上学。